# Drosophila sierrae
Drosophila sierrae är en tvåvingeart som beskrevs av Ruiz-fiegalan 2003. Drosophila sierrae ingår i släktet Drosophila och familjen daggflugor.
Artens utbredningsområde är Filippinerna.